# Brda
Brda ([ˈbəɾda] (del esloveno: Občina Brda) es un municipio esloveno situado en el oeste del país, próximo a la frontera con Italia extiende desde esta hasta al río Soča, en la región estadística de Goriška. 

## Geografía
El municipio comprende la parte eslovena de las colinas de Gorizia («Goriška brda»), que es una de las microrregiones vitivinícolas más importantes de Eslovenia. Está en las estribaciones de las colinas del Sabotin al este y Korada al norte. Goza de un clima mediterráneo suave y está protegida del fuerte viento Bora, que sopla con más frecuencia en otras partes del litoral esloveno.

## Economía
La agricultura es un factor importante de la economía local: aparte de las uvas, las cerezas son el producto agrícola preponderante del municipio, seguido de albaricoques, peras, higos y ciruelas. Junto con el valle de Vipava, Brda produce la mayor parte de los diospyros kaki en Eslovenia. Y en pequeñas cantidades el aceite de oliva. Las variedades de vino cultivada incluye Merlot, Cabernet Sauvignon, Pinot noir, Pinot gris y Sauvignon.

## Localidades
- Barbana
- Belo
- Biljana
- Brdice pri Kožbani
- Brdice pri Neblem
- Breg pri Golem Brdu
- Brestje
- Brezovk
- Ceglo
- Dolnje Cerovo
- Drnovk, Fojana
- Golo Brdo
- Gonjače
- Gornje Cerovo
- Gradno
- Hlevnik
- Hruševlje
- Hum
- Imenje
- Kojsko
- Kozana
- Kozarno
- Kožbana
- Krasno
- Medana
- Neblo
- Nozno
- Plešivo
- Podsabotin
- Pristavo
- Senik
- Slapnik
- Slavče
- Snežatno
- Snežeče
- Šlovrenc
- Šmartno
- Vedrijan
- Vipolže
- Višnjevik
- Vrhovlje pri Kojskem
- Vrhovlje pri Kožbani
- Zali Breg

## Personaje notable
Brda es la tierra natal del poeta Alojz Gradnik, quien nació en el pueblo de Medana.